# Nicolaus Baumann
Nicolaus Baumann (* um 1450 in Emden; † im April 1526 in Rostock in der Jakobikirche (Rostock)) war ein deutscher Gelehrter, Doktor der Rede, Professor der Geschichte und Politik sowie mittelniederdeutscher Schriftsteller.

## Leben
Nicolaus Baumann entstammte einer alten ostfriesischen Adelsfamilie. Über seine Kindheit und Jugend ist nichts bekannt. Wahrscheinlich studierte er in Köln und Heidelberg unter dem berühmten damaligen Gelehrten Johann Wessel (genannt „Gänsefuß“). An diesen Universitäten erlangte er den Titel Doktor der Rede. Daraufhin wurde er zum „Geheimen Sekretär“ des Herzogs von Jülich berufen. Nachdem Baumann allerdings die Korruption des damaligen Kanzlers aufdeckte, musste er schnell seinen Abschied nehmen. Er ging an den mecklenburgischen Hof, wo er zum Sekretär und Rat von Herzog Magnus II. wurde, welcher viel von Baumann hielt. Die letzten sechs Jahre seines Lebens verbrachte er als Lehrer an der Rostocker Universität, für die er viel getan hat. Nicolaus wurde in der Jakobikirche in Rostock beigesetzt. Sein Grab wurde bei den britischen Bombenangriffen am 26. April 1942 wahrscheinlich zusammen mit Teilen der Innenausstattung der Kirche zerstört.

## Literarisches Schaffen
Nicolaus Baumann wird als Verfasser von Tractatus de Sequestris angesehen. Des Weiteren wird ihm das auf 1498 datierte Tierepos Reynke de vos, verschiedentlich zugeschrieben. Dieses weltberühmte Gedicht wurde von Hans van Ghetelen in Lübeck herausgegeben und basiert auf mittelalterlichen Erzählungen aus dem 11. Jahrhundert. Das in ostfriesischer Mundart verfasste Werk wurde lange Zeit Hinrek van Alkmer zugeschrieben, da Nicolaus seinen Namen aufgrund der Verfolgung durch den jülischen Kanzler nicht preisgeben konnte. Wahrscheinlich erfand Baumann van Alkmer, um sich selbst zu schützen. Diese These wird unter anderem dadurch unterstützt, dass das Vorwort von Reynke de vos die einzige Quelle ist, in der van Alkmer auftaucht. Das Epos behandelt satirisch das Leben des jülischen Hofes.

## Familie
Der Geburtsname von Baumanns Frau Elisabetha ist unbekannt. Einer seiner direkten Nachfahren war Nicolaus von Baumann, welcher Amtmann für die Güter der Königin Christina in Schwedisch-Pommern war und 1660 Ratsherr in Stralsund wurde. Dieser hatte es zu einem so großen Reichtum gebracht, dass er dem schwedischen König große Kredite ausstellen konnte, mit welchen jener seine Armee finanzierte. Für diese Verdienste wurde er am 17. Juni 1676 in den schwedischen Adelsstand erhoben.

## Schriften
- Tractatus de Sequestris. (Original nicht datiert.) Hrsg. vom Verlag apud heredes Andreae Wecheli, Claudium Marnium, & Ioannem Aubrium, 1597; archive.org.
- Reynke de vos  – 1498 (behauptete Urheberschaft)